# Bruant vespéral
Pooecetes gramineus
Genre
Espèce
Statut de conservation UICN

 LC  : Préoccupation mineure
Le Bruant vespéral (Pooecetes gramineus) est une espèce d'oiseaux de à la famille des Passerellidae, l'unique représentante du genre Poocetes.

## Description morphologique
Cet oiseau présente des stries brunes sur le gris-beige clair du dos et de la tête et sur le blanc crème de la poitrine et de la gorge. Il présente souvent une petite tache de couleur chamois sur l'épaule. Il mesure de 13 à 17 cm de longueur. L'œil est cerclé d'un fin anneau clair. Les rectrices les plus externes sont blanches, ce qui les rend très caractéristiques quand l'oiseau est en vol.

## Comportement

### Vocalisations
Le chant commence par deux, parfois trois notes d'introduction nettement séparées, puis passe à une série de trilles courtes, émises sur un ton plus aigu, formant une mélodie rapide. Le cri d'appel est un "tsip" doux et très court.

## Répartition et habitat

zone de nidification
présence permanente
voie migratoire
aire d'hivernage

Le Bruant vespéral vit dans les zones herbeuses, même arides, de l'Amérique du Nord, ce qui comprend les plaines, prairies, champs de céréales ou bords de route. Il demande cependant la présence de postes plus élevés où il se perchera pour chanter.
En été, on peut le trouver dans une bonne partie du Canada, ainsi qu'aux États-Unis. Il hiverne du sud des États-Unis jusqu'au sud du Mexique.

## Systématique
Selon ITIS, il existerait 3 sous-espèces :
- Pooecetes gramineus affinis G. S. Miller 1888
- Pooecetes gramineus confinis S. F. Baird 1858
- Pooecetes gramineus gramineus Gmelin 1789